# Katalin Tuschák
Katalin Tuschák, född den 13 juni 1959 i Budapest, Ungern, är en ungersk fäktare som tog OS-brons i damernas lagtävling i florett i samband med de olympiska fäktningstävlingarna 1988 i Seoul.